# سالمون پی. چیس
سالمون پی. چیس (انگلیسی: Salmon P. Chase؛ زاده ۱۳ ژانویهٔ ۱۸۰۸ - درگذشته ۷ مهٔ ۱۸۷۳) سناتور سابق عضو جمهوری‌خواه بود. وی در سال ۱۸۴۹ تا ۱۸۵۵٫۱۸۶۱ میلادی سناتور ایالت اوهایو در سنای ایالات متحده آمریکا بود.